# Carville (Calvados)
Pour les articles homonymes, voir Carville.
Carville est une ancienne commune française, située dans le département du Calvados en région Normandie, devenue le 1er janvier 2016 une commune déléguée au sein de la commune nouvelle de Souleuvre en Bocage.
Elle est peuplée de 331 habitants (les Carvillais).

## Géographie
La commune est au cœur du Bocage virois, sur la rive droite de la Vire et la rive gauche de la Souleuvre. Son bourg est à 2 km à l'ouest du Bény-Bocage dont la commune est limitrophe, et à 11 km au nord de Vire.
| Campeaux (comm. nouv. de Souleuvre en Bocage), Sainte-Marie-Laumont (comm. nouv. de Souleuvre en Bocage) | La Ferrière-Harang (comm. nouv. de Souleuvre en Bocage) | Le Tourneur (comm. nouv. de Souleuvre en Bocage)    |
| Sainte-Marie-Laumont (comm. nouv. de Souleuvre en Bocage)                                                | Carville (comm. nouv. de Souleuvre en Bocage)           | Le Bény-Bocage (comm. nouv. de Souleuvre en Bocage) |
| Sainte-Marie-Laumont (comm. nouv. de Souleuvre en Bocage)                                                | La Graverie (comm. nouv. de Souleuvre en Bocage)        | Le Bény-Bocage (comm. nouv. de Souleuvre en Bocage) |

## Toponymie
Le toponyme est attesté sous la forme Caravilla ou Carvilla en 1107. Il est issu d'un anthroponyme scandinave Kare ou Kari adjoint de l'ancien français ville dans son sens originel de « domaine rural » issu du latin villa rustica.

## Politique et administration
| Période                                  | Période   | Identité        | Étiquette | Qualité  |
| ---------------------------------------- | --------- | --------------- | --------- | -------- |
| -                                        | -         | André Leguédois | SE        |          |
| ?                                        | mars 2014 | Robert Tiberti  | SE        |          |
| mars 2014                                | En cours  | André Lebis     | SE        | Retraité |
| Les données manquantes sont à compléter. |           |                 |           |          |

Le conseil municipal est composé de onze membres dont le maire et deux adjoints.

## Démographie
L'évolution du nombre d'habitants est connue à travers les recensements de la population effectués dans la commune depuis 1793. À partir du 1er janvier 2009, les populations légales des communes sont publiées annuellement dans le cadre d'un recensement qui repose désormais sur une collecte d'information annuelle, concernant successivement tous les territoires communaux au cours d'une période de cinq ans. 
Pour les communes de moins de 10 000 habitants, une enquête de recensement portant sur toute la population est réalisée tous les cinq ans, les populations légales des années intermédiaires étant quant à elles estimées par interpolation ou extrapolation. Pour la commune, le premier recensement exhaustif entrant dans le cadre du nouveau dispositif a été réalisé en 2008,.
En 2022, la commune comptait 331 habitants, en évolution de −3,22 % par rapport à 2016 (Calvados : +1,58 %, France hors Mayotte : +2,49 %).
Au premier recensement républicain, en 1793, Carville comptait 832 habitants, population jamais atteinte depuis.
| 1793 | 1800 | 1806 | 1821 | 1831 | 1836 | 1841 | 1846 | 1851 |
| ---- | ---- | ---- | ---- | ---- | ---- | ---- | ---- | ---- |
| 832  | 709  | 796  | 681  | 712  | 660  | 594  | 623  | 624  |

| 1856 | 1861 | 1866 | 1872 | 1876 | 1881 | 1886 | 1891 | 1896 |
| ---- | ---- | ---- | ---- | ---- | ---- | ---- | ---- | ---- |
| 574  | 555  | 576  | 555  | 539  | 520  | 711  | 549  | 560  |

| 1901 | 1906 | 1911 | 1921 | 1926 | 1931 | 1936 | 1946 | 1954 |
| ---- | ---- | ---- | ---- | ---- | ---- | ---- | ---- | ---- |
| 556  | 530  | 520  | 436  | 446  | 423  | 408  | 431  | 434  |

| 1962 | 1968 | 1975 | 1982 | 1990 | 1999 | 2008 | 2013 | 2018 |
| ---- | ---- | ---- | ---- | ---- | ---- | ---- | ---- | ---- |
| 407  | 394  | 360  | 324  | 312  | 302  | 348  | 342  | 345  |

| 2019 | - | - | - | - | - | - | - | - |
| ---- | - | - | - | - | - | - | - | - |
| 346  | - | - | - | - | - | - | - | - |

## Lieux et monuments

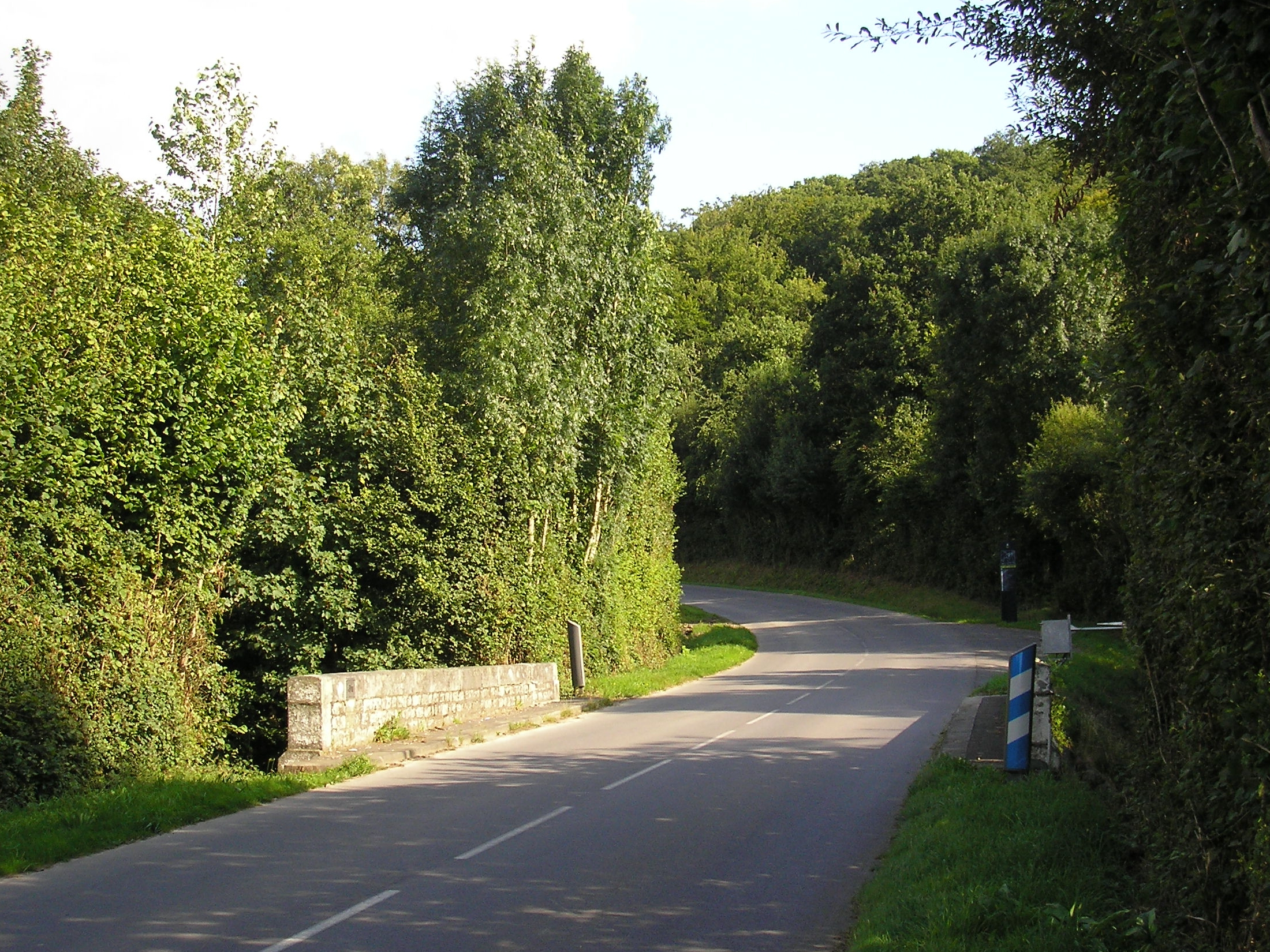
Le pont du Taureau.

- Église Notre-Dame-et-Sainte-Anne du XVe siècle, en schiste et granite.
- Viaduc de la Souleuvre, au nord de la commune, en limite avec La Ferrière-Harang, et vallée de la Souleuvre.
- Le pont du Taureau (également en limite avec La Ferrière-Harang) : pont pris par la 11e division blindée britannique, dont l'emblème était un taureau noir (The Black Bull), lors de l'opération Bluecoat le 31 juillet 1944.
- Château de Carville de la fin du XVIIIe siècle.
- Manoir de Montfragon (XVe).
- Site d'escalade à Saint-Aulin.

## Personnalités liées à la commune
- Léonard-Louis-Gabriel Gaultier de Carville, l'aîné, naquit le 20 avril 1744. D'abord mousquetaire, il prit une part active à la chouannerie sous les ordres de Frotté. En raison de son arme d'origine, les Mousquetaires rouges, il portait le sobriquet de « Cadet-Roussel ». Une balle lui cassa la cuisse à l'affaire de l'Auberge Neuve, sur la route d'Alençon, entre Mayenne et Le Ribay, le 7 avril 1796, et il mourut, deux jours après, à Montreuil où une cache lui avait été procurée à la Roussardière. Une plaque en son souvenir est posée dans la commune de Montreuil-Poulay (Mayenne), ainsi qu'une autre au cimetière de Carville, sur une tombe d'un ancêtre de la famille.
- Arsène Picard (1831 à Carville-1899), haut fonctionnaire des finances et homme politique.